# Biblioteca comunitaria de Kitengesa
La Biblioteca comunitaria de Kitengesa (en inglés: Kitengesa Community Library) es una biblioteca pequeña pero muy exitosa en el centro de Uganda. Forma parte de la Asociación de Bibliotecas comunitarias de Uganda y de Amigos de las Bibliotecas de pueblos africanos. La biblioteca recibió la atención internacional en octubre de 2010, cuando Mike Wooldridge corresponsal de la BBC hizo un informe especial sobre él para BBC News. A partir de abril de 1999, con una caja de libros y 13 estudiantes, la Biblioteca de Kitengesa se ha convertido en un centro de aprendizaje innovador que sirve a 250 estudiantes y se extiende a sus familias. Fue iniciado por Emmanuel Mawanda y Dr. Kate Parry, siendo su director el Sr. Mawanda que también es director de la Escuela Secundaria integral de Kitengesa.